# دیوید برلینکسی
دیوید برلینسکی (به انگلیسی: David Berlinski) (زاده ۱۹۴۲ میلادی) مدرس و نویسنده چندین کتاب در زمینه ریاضیات است. برلینکسی پژوهشگر ارشد مرکز دانش و فرهنگ در موسسه دیسکاوری است. او منتقد نظریه تکامل و مخالف تئوریزه کردن منشأ حیات است. او اصالتاً یهودی و در عین حال یک شک گراست. 
1. ↑  «پایگاه اینترنتی برلینسکی در مؤسسه دیسکاوری». بایگانی‌شده از اصلی در ۱۲ اکتبر ۲۰۰۹. دریافت‌شده در ۱ اوت ۲۰۱۲.